# Henri Cartal
Henri Cartal (* um 1875 in Paris; † nach 1907) war ein französischer Sänger (Bariton).

## Leben und Wirken
Cartal kam mit der Theatertruppe von René Harmant 1897 nach Québec und trat hier in Kaffeehäusern und Theatern, u. a. dem Eldorado und dem Théâtre des Variétés auf. Harmant übernahm 1900 die Leitung des Théâtre du Palais-Royal, wo die Truppe bis 1903 erfolgreich spielte. In dieser Zeit nahm Cartal auch bekannte Kaffeehauslieder wie Le Printemps s'avance und Quand on a travaillé für Emil Berliner in Montreal auf. Auch für Edison Records und Columbia Records entstanden Aufnahmen, von denen ebenso wie von den früheren einige erhalten sind. Um 1907 hatte Cartal auch Soloauftritte im Kinotheater von Léo-Ernest Ouimet. Über das weitere Leben Cartals ist nichts bekannt.